# Rosa cannadas-teydensis
Rosa cannadas-teydensis es una especie de planta del género Rosa, de la familia Rosaceae.

## Taxonomía
Rosa cannadas-teydensis fue descrita por P. Vargas, Nogales y Luceño en 2024.

## Distribución
Se encuentra en el territorio de las islas Canarias.